# Pays (revue)
Pays est une revue française de reportage, enquêtes et portraits, créée en septembre 2020,. Elle est vendue en librairie et sur abonnement. La revue traite à chaque numéro d'un seul territoire français. Elle est éditée par la société Les Éditions Pays.

## Histoire
Son slogan est « La revue qui nous entoure ». Lancée en septembre 2020, son premier numéro, consacré à Saint-Malo, est publié en mars 2021. Son équipe fondatrice est composée de Manon Boquen, Baptiste Thevelein, Christelle Perrin et Benoît Michaëly.

## Ligne éditoriale
Chaque numéro est préparé par des journalistes (rédacteurs et photographes) résidant ou connaissant bien le territoire évoqué. Son projet est de traiter les sujets nationaux par l'angle de l'actualité locale.
Des numéros ont été publiés sur Saint-Malo, Le Vercors, le quartier parisien de Belleville, Mayotte et Les Ardennes,. Un sixième numéro est annoncé sur Le Cotentin.